# Dwór w Bogaczowie
Dwór w Bogaczowie – zabytkowy dwór w miejscowości Bogaczów (powiat zielonogórski), położony w południowej części wsi przy drodze do miasta Nowogród Bobrzański.
Pierwotnie renesansowy dwór wybudowany w XVI w. na planie prostokąta, zwieńczony dachem mansardowym. W XVII w. przebudowany w stylu barokowym.
Główne wejście w ozdobnym portalu pomiędzy pilastrami wspierającymi trójkątny fronton (przyczółek) zawierający herby von Niesemeuschel i von Zeschau oraz inicjały DvN i DvZ. Obiekt jest częścią zespołu dworskiego, w skład którego wchodził jeszcze park (nieistniejący). 

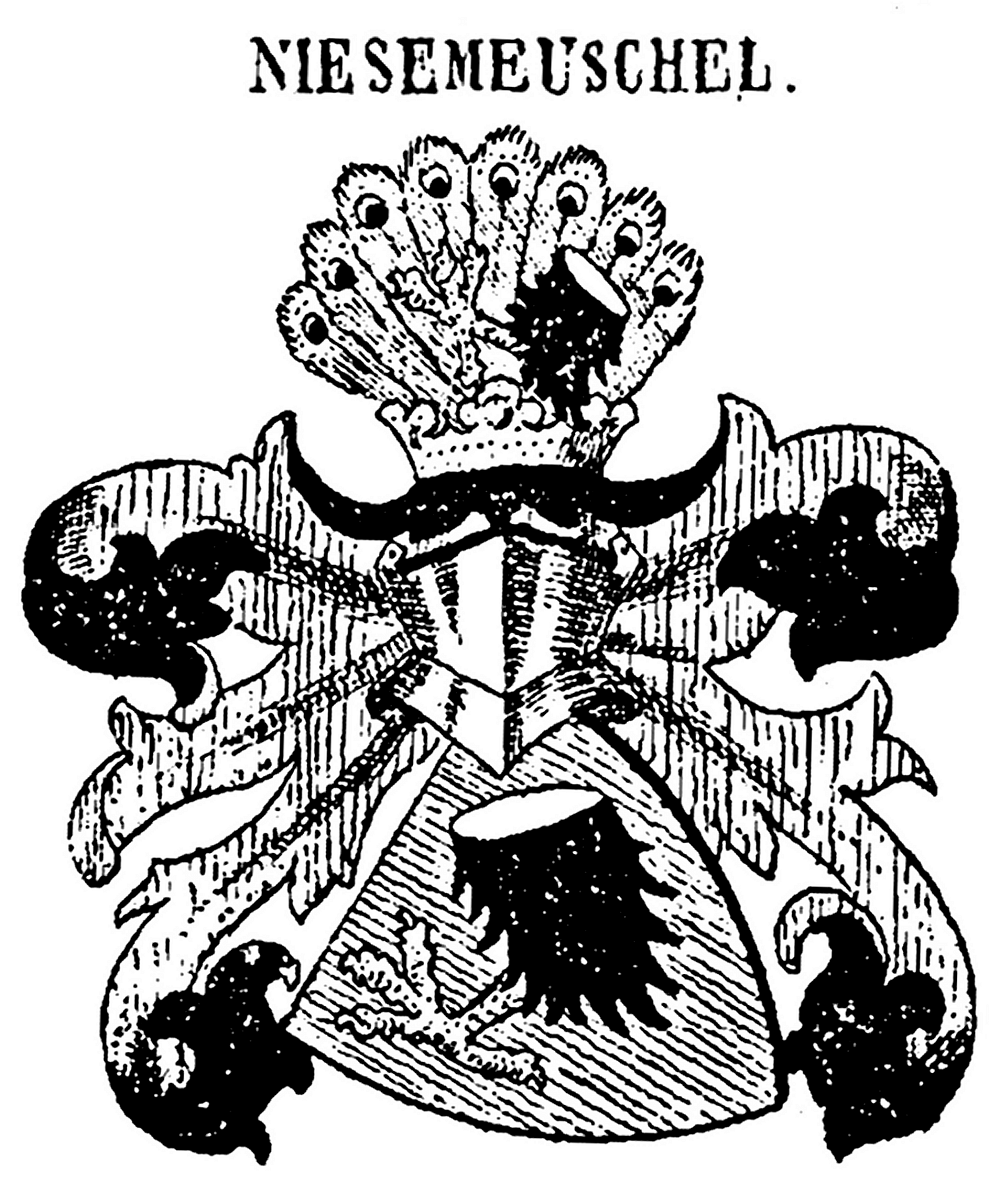
Herb v. Niesemeuschel
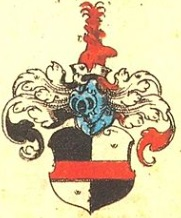
Herb von Zeschau